# Peter Kopteff
Peter Kopteff (Helsinki, 10 april 1979) is een Fins voormalig voetballer, die van 2006 tot augustus 2008 uitkwam voor FC Utrecht. Hij speelde meestal op de linkervleugel of het middenveld.

## Clubcarrière
Kopteff verhuisde in de zomer van 2006 naar FC Utrecht vanaf het Engelse Stoke City. Daarvoor speelde hij voor de Finse clubs FC Jazz en HJK Helsinki, en het Noorse Viking FK. Zijn laatste werkgever was het Noorse Aalesund.

## Interlandcarrière
Kopteff kwam in totaal 39 keer (één doelpunt) uit voor de nationale ploeg van Finland in de periode 2002–2006. Onder leiding van bondscoach Antti Muurinen maakte hij zijn debuut op 4 januari 2002 in de wedstrijd tegen Bahrein, net als verdediger Markus Heikkinen (HJK Helsinki). Hij viel in dat duel na 86 minuten in voor Petri Helin. Zijn eerste en enige interlandtreffer maakte hij op 7 februari 2004 in de vriendschappelijke uitwedstrijd tegen China (2-1) in Shenzhen.

## Erelijst
HJK Helsinki
- Suomen Cup

1998, 2000
 Aalesunds
- Noorse beker

2009